# Numb (Pet Shop Boys)
Numb è un singolo del gruppo musicale britannico Pet Shop Boys, il terzo estratto dal nono album in studio Fundamental e pubblicato il 16 ottobre 2006.
Il brano raggiunse la posizione 23 della classifica britannica, divenendo il secondo singolo pubblicato dal gruppo a non aver raggiunto la Top 20 della classifica (il primo, Was It Worth It? venne pubblicato nel 1991 e raggiunse la posizione 24). Inoltre è stato utilizzato come colonna sonora per il filmato della BBC Match of the Day che narrava dell'eliminazione della nazionale inglese di calcio dalla Campionato mondiale di calcio 2006.

## Origini
Il brano è l'unico dell'album a non essere scritto dai Pet Shop Boys, infatti la compositrice americana Diane Warren (autrice di molti brani popolari) scrisse il brano per il duo e consegnò loro la canzone nel 2003. La canzone originariamente venne scelta dal duo per essere inclusa nella loro raccolta di successi PopArt: Pet Shop Boys - The Hits, ma successivamente si decise di non includerla. Prima di essere consegnata ai Pet Shop Boys, Warren offrì la canzone alla band rock Aerosmith, i quali anni prima accettarono di registrare la canzone I Don't Want to Miss a Thing, ma la band rifiutò.
La scelta di dare la canzone ai Pet Shop Boys non fu casuale: le canzoni di Warren sono sempre caratterizzate da testi e ritmi emotivi, mentre i Pet Shop Boys sono caratterizzati da suoni synthpop con interpretazioni vocali piene di passione da parte del cantante Neil Tennant. Diverso tempo dopo Warren offrì ai Pet Shop Boys un'altra canzone, ancora oggi non registrata, intitolata Kisses on the Wind, canzone che il duo rifiutò di registrare.
In una trasmissione radiofonica sulla BBC Radio 2, Tennant ha discusso della canzone Numb durante il documentario radiofonico "Real Song - The Diane Warren Story".

## La canzone
Con una forte impronta orchestrale, condotta da Trevor Horn, la canzone narra del desiderio di estraniarsi dal mondo per non sentire più i dolori che comporta; se estrapolata dal contesto dell'album, la canzone sembra riferirsi come ad una reazione al terrorismo e alla condizione del mondo in generale.
La versione demo non presenta alcun frammento d'orchestra, essendo caratterizzata perlopiù da suoni synth. La versione trasmessa alla radio, invece, consiste nella canzone originale ma senza l'introduzione orchestrale iniziale e senza una parte del testo. Il videoclip invece ha la stessa durata della versione presente nell'album.

## Copertina
La fotografia utilizzata per la copertina del singolo rappresenta uno scatto dell'artista Sam Taylor-Wood nel Novembre 2003 (periodo in cui Numb venne candidata a terzo singolo). Mostra i Pet Shop Boys che indossano la maschera caratteristica dei dottori italiani nel medioevo; la foto è stata scattata a Venezia.

## Pubblicazione
Oltre alla versione singola della canzone, al singolo furono aggiunti diversi b-side: le nuove canzoni Party Song e Bright Young Things (scritta e registrata nel 2003, prodotta assieme a Chris Zippel; fu scritta per essere inclusa nell'omonimo film di Stephen Fry ma i produttori rifiutarono di includerla) assieme ad un remix del brano Psychological a cura di Ewan Pearson.
Fra i b-side fu inclusa anche la versione live di West End Girls che i Pet Shop Boys eseguirono al teatro Mermaid di Londra nel Maggio 2006. Questo brano-live compare anche nel primo album-live del duo, Concrete, che fu realizzato la settimana dopo l'uscita di Numb come singolo.

## Video musicale
Il videoclip di Numb fu diretto da Julian Gibbs, Julian House, e Chris Sayer, i quali si sono ispirati al "cinema costruzionista russo".

## Tracce
CD singolo
1. Numb (Radio Edit) – 3:27
2. West End Girls (Live at the Mermaid Theatre)

CD maxi-singolo
1. Numb (Demo) – 3:40
2. Party Song – 3:44
3. Bright Young Things – 4:57
4. Numb (Video)

7"
- Lato A

1. Numb (Radio Edit) – 3:27

- Lato B

1. Party Song – 3:44

12"
- Lato A

1. Numb (Album Version) – 4:44

- Lato B

1. Numb (Accapella)
2. Psychological (Ewan Pearson Vocal Remix)

## Classifiche
| Classifica (2006) | Posizione massima |
| ----------------- | ----------------- |
| Danimarca         | 5                 |
| European Hot 100  | 62                |
| Germania          | 72                |
| Irlanda           | 47                |
| Regno Unito       | 23                |